# Focke-Achgelis Fa 284
Focke-Achgelis Fa 284 – niemiecki dwumiejscowy śmigłowiec, który miał realizować zadania latającego dźwigu. Projekt powstał w 1943 w firmie Focke-Achgelis. Maszyna miała być napędzana przez dwa silniki BMW 801. Pod koniec roku 1943 projekt, z powodu ciągłych bombardowań lotnictwa alianckiego, porzucono. 
Po porzuceniu projektu, firma Focke-Achgelis zaproponowała stworzenie śmigłowca złożonego z dwóch połączonych Fa 223, ale ten projekt również porzucono.